# Podmichałowce
Podmichałowce (ukr. Підмихайлівці) – wieś na Ukrainie w rejonie rohatyńskim obwodu iwanofrankiwskiego. 
W II Rzeczypospolitej wieś w powiecie rohatyńskim województwa stanisławowskiego. W 1944 nacjonaliści ukraińscy z OUN-UPA zamordowali tutaj 15 Polaków.